# Carmeltazit
Carmeltazit auch Karmeltazit ist ein sehr selten vorkommendes Mineral mit der chemischen Zusammensetzung ZrAl2Ti4O11 und damit chemisch gesehen ein Zirconium-Aluminium-Titan-Oxid.
Carmeltazit kristallisiert im orthorhombischen Kristallsystem, konnte bisher jedoch nur in Form von mikroskopisch kleinen, in Korund eingeschlossenen schwarzen Kristallen von etwa 80 μm Größe gefunden werden.

## Etymologie und Geschichte
Erstmals entdeckt wurde Carmeltazit von Geologen der Firma Shefa Yamin während geologischer Grabungen in den Ablagerungen des Flusses Kischon bei Haifa im Karmel- bzw. Carmel-Gebirge in Israel. Analyse und Erstbeschreibung erfolgte durch William L. Griffin, Sarah E. M. Gain, Luca Bindi, Vered Toledo, Fernando Cámara, Martin Saunders und Suzanne Y. O’Reilly, die das Mineral nach dessen Typlokalität und den Hauptbestandteilen Titan, Aluminium und Zirconium benannten. Die Untersuchungsergebnisse und der gewählte Name wurden 2018 zur Prüfung bei der International Mineralogical Association (IMA) eingereicht (interne Eingangs-Nr. der IMA: 2018-103), die das Mineral noch im selben Jahr als eigenständige Mineralart anerkannte.
Das Typmaterial (Holotyp) des Minerals wird in der mineralogischen Sammlung des Museo di Storia Naturale (Naturkundemuseum) in Florenz unter der Katalognummer 3293/I aufbewahrt.

## Klassifikation
Carmeltazit wurde erst 2018 als eigenständiges Mineral von der IMA anerkannt und 2019 publiziert. Eine genaue Gruppen-Zuordnung in der 9. Auflage der Strunz’schen Mineralsystematik, deren letzte Aktualisierung mit der Veröffentlichung der IMA-Liste der Mineralnamen 2009 vorgenommen wurde, ist daher bisher nicht bekannt.
Aufgrund seiner chemischen Zusammensetzung ist aber davon auszugehen, dass Carmeltazit in die Mineralklasse der „Oxide und Hydroxide“ eingeordnet wird.

## Chemismus
Acht Mikrosondenanalysen am Typmaterial von Carmeltazit ergaben eine durchschnittliche Zusammensetzung von 1,5 % SiO2, 24,9 % ZrO2, 0,53 % HfO2, 0,16 % UO2, 0,06 % ThO2, 18,8 % Al2O3, 0,02 % Cr2O3, 50,6 % Ti2O3, 0,76 % Sc2O3, 0,39 % Y2O3, 1,89 % MgO und 0,51 % CaO (alle Angaben in Gewichts-%).
Auf der Basis von 11 Sauerstoffatomen errechnet sich damit die empirische Formel (Ti3+3.60Al1.89Zr1.04Mg0.24Si0.13Sc0.06Ca0.05Y0.02Hf0.01)Σ=7.04O11, die zu ZrAl2Ti4O11 idealisiert wurde. Die idealisierte, theoretische Zusammensetzung von Carmeltazit besteht damit aus 24,03 Gew.-% ZrO2, 19,88 Gew.-% Al2O3 und 56,09 Gew.-% Ti2O3.

## Kristallstruktur

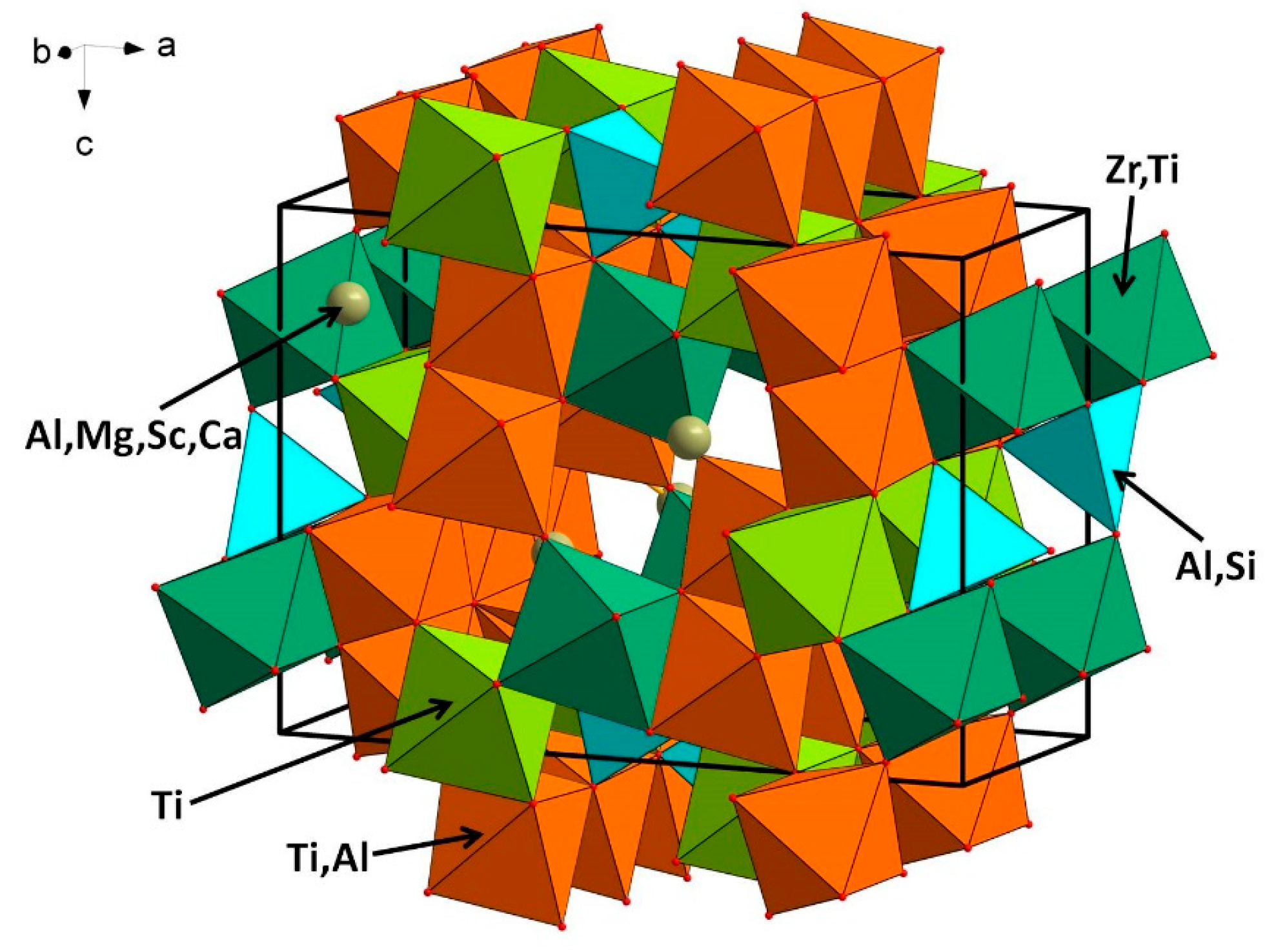
Kristallstruktur des Carmeltazit

Carmeltazit kristallisiert orthorhombisch in der Raumgruppe Pmna (Raumgruppen-Nr. 53) mit den Gitterparametern a = 14,0951(9) Å, b = 5,8123(4) Å und c = 10,0848(7) Å sowie vier Formeleinheiten pro Elementarzelle. Die Kristallstruktur entspricht einer gestörten Spinellstruktur.

## Bildung und Fundorte
Carmeltazit bildete sich als Einsprenglinge (Xenokristalle) in den Taschen von eingeschlossenem Schmelzinterstitial im Korund aus den kreidezeitlichen Carmelvulkanen Nordisraels. Als Begleitminerale traten neben Korund unter anderem noch Tistarit, Anorthit, Osbornit sowie unbenannte Seltenerd-Phasen in Ca-Mg-Al-Si-O-Glas auf.
Außer dem Carmelgebirge sind bisher keine weiteren Fundorte für Carmeltazit bekannt.
Entstanden ist das Mineral bei Vulkanausbrüchen in der Kreidezeit, vermutlich in einer Tiefe von rund 30 km (18 Meilen) aus der Grenze zwischen Erdkruste und Erdmantel.

## Verwendung
Das sehr seltene Mineral wird von der Firma Shefa Yamin mit dem geschützten Namen Carmel sapphire vermarktet. Die kleineren Fundstücke sind oftmals in Saphir eingebettet, das bisher größte gefundene Stück hat 33,3 Karat.
Entgegen der Behauptung einiger Medien ist Carmeltazit jedoch nicht härter als ein Diamant. Die theoretische Dichte (berechnet aus der Kristallstruktur) beträgt 4,12 g/cm3 und ist damit zwar höher als beim Diamanten mit 3,52 g/cm3. Dies führt jedoch nicht zu einer höheren Härte, die für den Carmeltazit bisher nicht definiert wurde.